# 软金眼鲷
软金眼鲷（学名：Beryx mollis）为輻鰭魚綱金眼鯛目金眼鲷科金眼鲷属的海鱼。分布于日本相模湾深海、台湾岛等。棲息深度100-500公尺，體長可達30公分，屬深海魚類。
其种加词“mollis ”意为“柔软的”。